# Rajon Schewtschenko (Kiew)
Der Rajon Schewtschenko (ukrainisch Шевченківський район Schewtschenkiwskyj rajon; russisch Шевченковский район Schewtschenkowski rajon) ist einer der zehn Stadtrajone der ukrainischen Hauptstadt Kiew mit 216.927 Einwohnern (Stand: 2020).
Die Fläche des Rajon beträgt 27 km² und die Bevölkerungsdichte liegt bei 8.034 Einwohnern je km².
Der Name des im Zentrum von Kiew liegenden Rajon wurde zu Ehren des ukrainischen Nationaldichters Taras Schewtschenko vergeben.
Der Rajon wurde 1937 gegründet, 2001 wurden auch die Rajone Radjansk und Staryj Kyjiw eingegliedert.

## Straßen, Plätze und Sehenswürdigkeiten
Kiews Hauptstadtboulevard, der Chreschtschatyk, beginnt am Europäischen Platz, schneidet den Majdan Nesaleschnosti und endet am Bessarabska-Platz, an dem der Taras-Schewtschenko-Boulevard beginnt. An dessen Ende befindet sich der Siegesplatz, hinter dem sich der Boulevard als Siegesprospekt fortsetzt. Am Chreschtschatyk beginnt auch die Bohdan-Chmelnyzkyj-Straße, die von der Wolodymyrska-Straße gekreuzt wird. Neben den an diesen Orten stehenden Sehenswürdigkeiten befindet sich im Rajon der Kiewer Fernsehturm, Babyn Jar, das Haus Podhorskyj und der Lukjaniwska-Friedhof. Im Rajon liegt unter anderem das St. Michaelskloster, die Wladimirkathedrale, das Goldene Tor von Kiew, der Kiewer Zoo, der Nationalzirkus der Ukraine, das Taras-Schewtschenko-Opernhaus und die Sophienkathedrale.

## Einzelnachweise

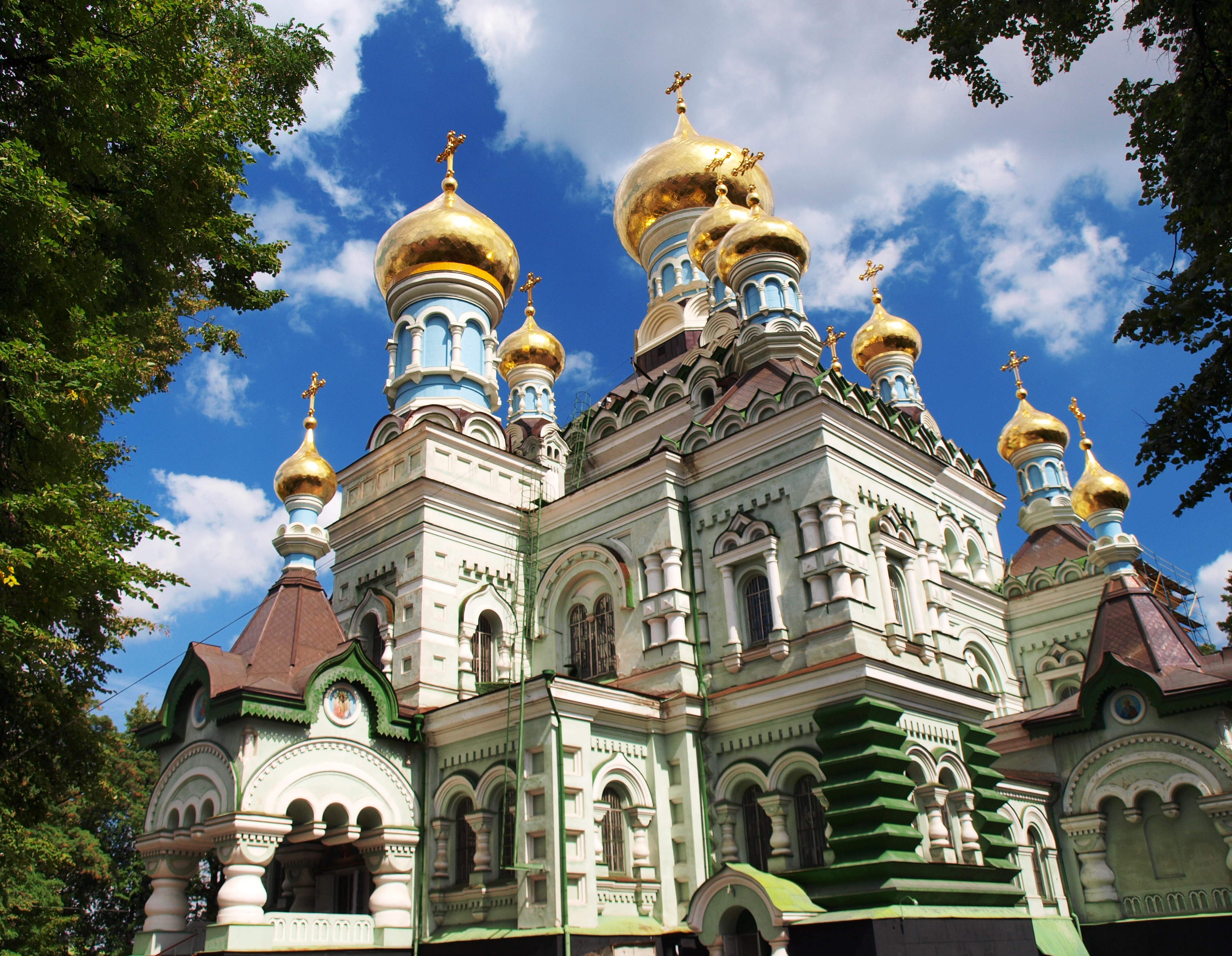
Heilige-Nikolaus-Kathedrale des Frauenklosters Mariä Schutz und Fürbitte im Rajon Schewtschenko